# 태극전

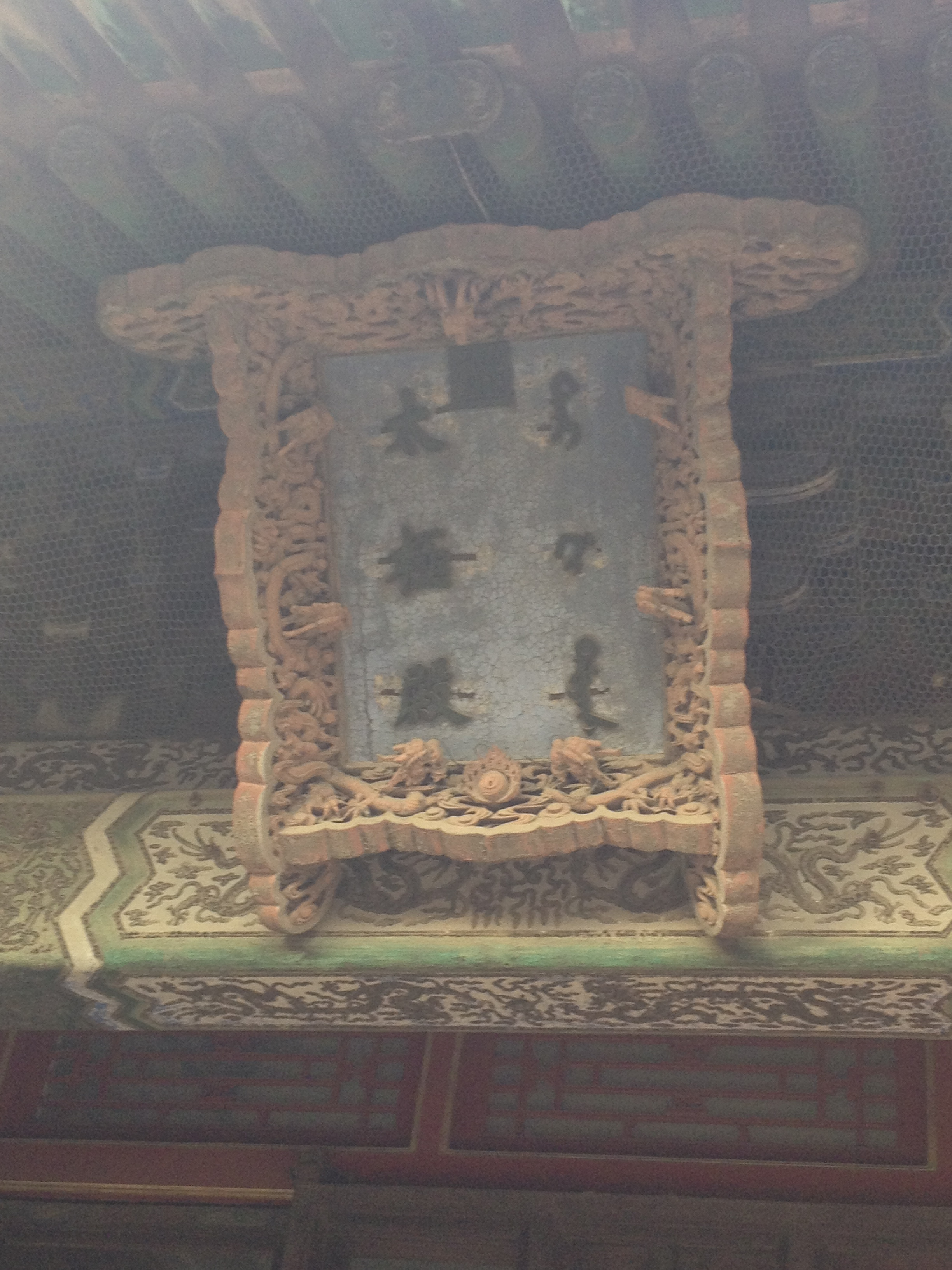
베이징 자금성의 태극전

태극전(太極殿)은 자금성 내정 서6궁 중 하나로, 서6궁 구역의 서남쪽 모퉁이에 위치하고 있다.

## 역사
태극전은 자금성 내정 서6궁 중 하나이다. 명 영락 18년 (1420년)에 건립되어 '미앙궁(未央宫)'으로 불렸다. 가정제의 생부인 흥헌왕 주우원이 여기서 태어났기 때문에, 명 가정 14년 (1535년), '계상궁(啟祥宫)'으로 이름을 바꿨다. 청 말기, '태극전(太極殿)'으로 이름을 바꿨다. 청나라 시기에 여러 번 궁을 수리하였다.
계상궁 정전 앞처마에는 '계상궁(啓祥宮)'이라는 가파른 현판이 걸려있다. 건륭 6년 (1741년), 건륭제는 영수궁의 가파른 현판을 보고 11면 현판을 만들어 직접 쓴 것으로, 동6궁, 서6궁은 영수궁을 제외한 11궁의 정전(正殿)에 각각 걸려있다. 건륭제는 " 자계한 후 수만년 동안 옮길 수 없다. 후궁이 다른 궁으로 옮겨가도 안됀다(“自挂之后，至千万年，不可擅动，即或妃嫔移住别宫，亦不可带往更换.") 라고 명하였다.
원래 이진원이었던 태극전은, 청나라 후기 장춘궁을 개수하면서 태극전의 후전과 장춘문 터에 천당전인 체원전을 짓고, 뒷 처마가 건물을 감싸고 있다. 또한, 장춘궁과 그 동서배전과 회랑으로 연결되어 회랑을 만들었는데, 태극전 후전 동서귀방들이 각각 한 칸씩 통로로 만들어지면서, 태극전과 장춘궁이 관통하는 남북사진원을 이루게 되었다. 청나라 때 체원전은 후비의  거처로 서태후가 머물렀던 곳이다.
명 만력 연간, 건청궁(乾淸宮), 곤녕궁(昆寧宮)에서 화재가 발생하자, 명 신종 주익균이 계상궁에서 잠시 머물렀다. 푸이가 출궁하기 전, 동치제의 유태비가 태극전에 있었다. 《청궁술문(淸宮術聞)》에 따르면, 《사연재일기(使斋齋日記)》에 '청 황실이 출궁 하지 않았을 때, 유귀비(동치제 후궁)은 장춘궁, 진황귀비(동치제 후궁)은 중화궁, 순황귀비(동치제 후궁)는 저수궁, 근황귀비(광서제 후궁)는 영화궁에 기거한다. 4궁의 주위는 때때로 태극전에서 신하를 부르기도 하였다.'라고 써있다.
《국조궁사속편(国朝宫史续编)》에는 청나라 황후가 자녕궁 황태후를 축하하러 갈 때, 귀비 · 비 · 빈을 거느리고 예복을 타고 계상문으로 나왔다는 기록이 있다.
지금은 태극전과 체원전이 궁중생활의 원형으로 진열되어있다.

## 태극전의 주요 건축물
태극전의 주요 건축물은 다음과 같다.

### 계상문(啓祥門)
태극전 앞에 있는 동남쪽 모퉁이이자, 원래 계상궁의 궁문. 이 문은 동6궁, 서6궁의 다른 11궁과는 다른 궁문의 위치에 있다. 문 안에는 나무로 만든 상봉만수문영벽이 있다. 속칭 내계상문(內啓祥門)이라고도 하는데, 이 문 밖의 이음길 서쪽 끝의 계상문(啓祥門, 속칭 외계상문)과 구별된다.

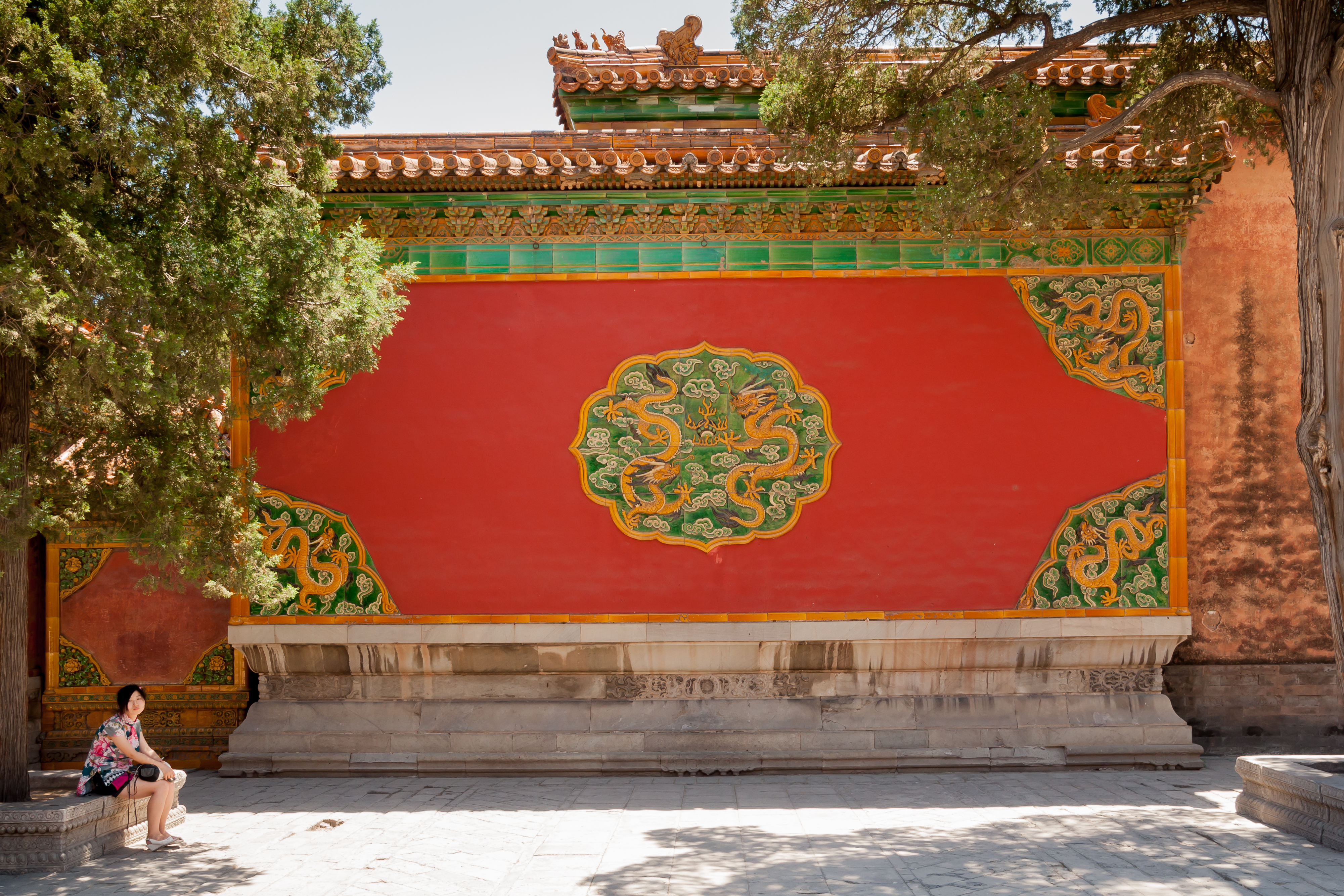
태극전 앞 정남쪽 영벽

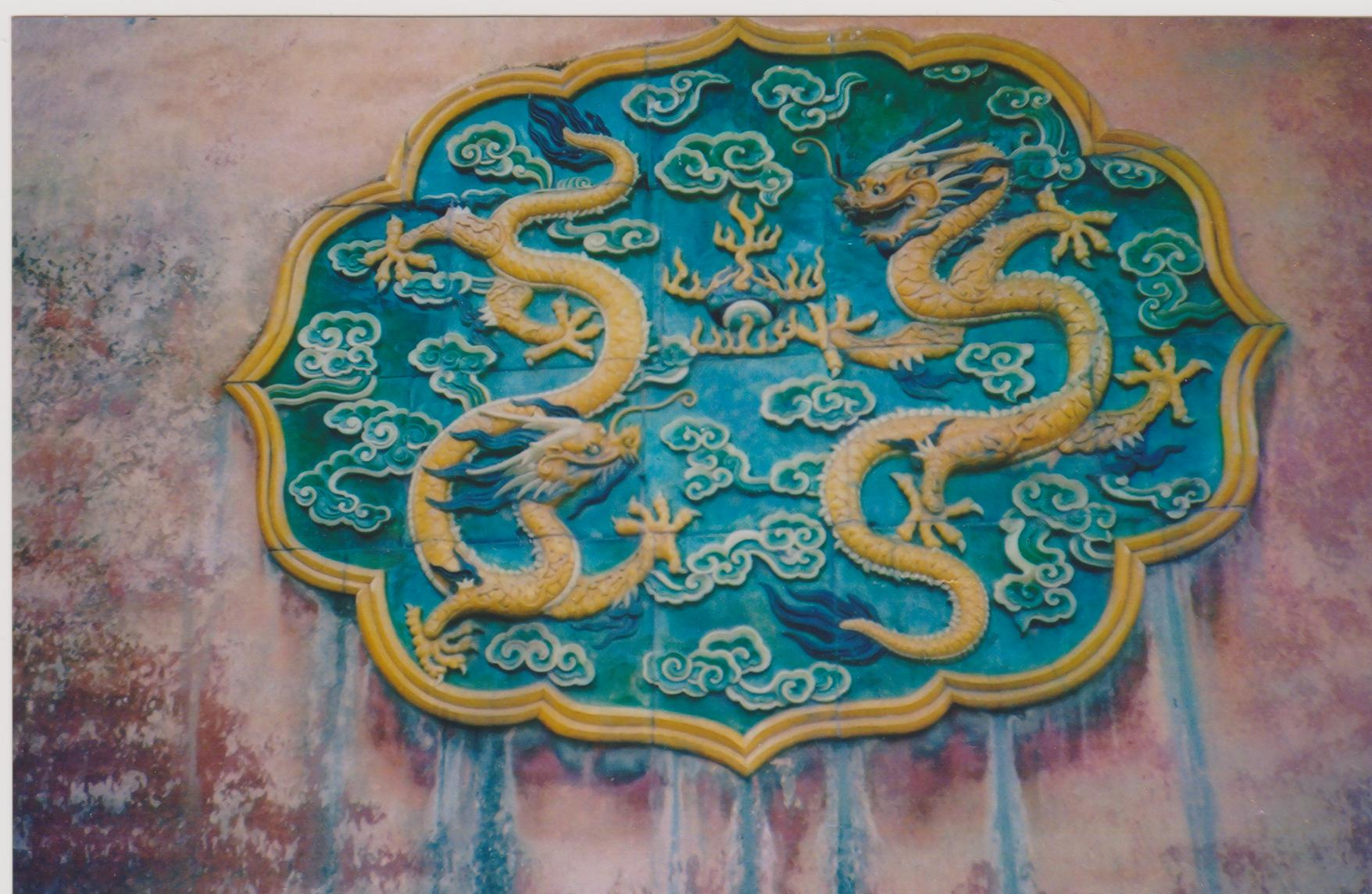
태극전 앞 정남방 영벽 중앙의 운룡문유리영벽함

### 영벽(影壁)
태극전 앞 정남의 마당 벽은 높은 영벽으로, 사각에는 유리가, 정중앙에는 운룡문(雲龍文)에 유리영벽상자가 있다. 계상문 이서쪽에 위치한 이 영벽은 함풍 9년 (1859년) 장춘궁을 중수할 때 증축되었다.

### 태극전(太极殿)
태극전의 정전. 면적은 5칸, 황유리와헐의 산정이며, 앞뒤로 복도가 있다. 겉처마에는 소련식 채화가 그려져 있고, 문과 창에는 만자금단수문이 장식되어 있으며, 금수풀은 창을 따고 있다. 실내에는 석고 더미 오복수문천두가 있어 청말민초때 고쳤다. 정전 앞의 유리영벽과 동 · 서배전 둘레가 합쳐진 넓은 정원이다. 태극전 앞 처마 기둥에는 "以仁義為巢, 鳳儀阿閣, 與天人合撰, 象拱宸居" (자희태후 제작)이 있다. 태극전 뒷처마 기둥에는 '소명삼광(昭明三光), 청화육합(淸和六合), 경영조(營兆), 작성사시(作成四時)' (자희태후 제작)가 있다.

#### 태극전 서초간(西梢間)
서초간 북쪽을 구들장으로 한다.서쪽 담벼락에 탁자 위에 탁상시계 하나가 놓여 있다. 서벽에는 대련 '창허옥포화영(昌虛玉布花影), 커튼정금고리 전서연'이 걸려 있다. 남쪽 창 아래에 구들이 있고 그 위에는 온돌 탁자가 있다. 동쪽은 나무 칸막이로 되어 있는데, 그 중에 문이 서차간으로 통한다.

#### 태극전 서차간(西次間)
서차간(西次間)의 남창(南昌)으로 된 구들에는 온돌과 온돌방이 있고, 아랫목에는 발걸음이 있고, 양옆에는 녹이 슬어 있다. 이 가구의 배치는 매우 농후한 만주족의 풍속 특징을 가지고 있다. 서차간 북쪽에는 창가에 한쪽 탁자가 있고 양옆에는 의자 한 쌍이 있다. 네모난 탁자 위에 한 기물이 있고, 그 아래에는 자기로 만들었는데, 그 안에 향신료를 넣을 수 있고, 그 위에 윤선(輪線)을 달아 향을 낸다.

#### 태극전 명간(明間)
명간 한가운데에 지병 왕좌가 있다. 명간과 동차간은 화리목 투조만자 금의 화훼난간 덮개로, 명간과 서차간은 구문금(球文錦)의 봉조 갓길로 구분한다.

#### 태극전 동차간(東次間)
북쪽 창 아래에 하나의 안건이 있다. 동쪽은 나무로 된 부채로 동초간과 갈라져 있다. 나무 부채에는 문이 열려 있고, 동차간에는 나무 부채가 붙어 있다. 남일북에 한 쌍의 박고대가 놓여 있다.

#### 태극전 동초간(東梢間)
동초간에는 북쪽, 동쪽, 남쪽에는 각각 하나의 안건이 있다. 서차간과 동차간은 나무로 된 부채다.

#### 동 · 서배전(東 · 西配殿)
태극전 앞에 있는 동서 양쪽에 위치해있다. 서배전 남쪽과 담장 사이에 작은 문이 있다. 연경전 앞마당과 통해 있다.

### 체원전(體元殿)
원래 계상궁의 후전. 청 함풍 9년 (1859년)에 이 전을 앞뒤로 문을 여는 천당전으로 바꾸면서, 함풍제의 어필 현판인 '체원전(體元殿)'을 앞처마 한가운데에 걸었다. 양쪽 영련은 '자강불식이희천, 양지호학 이희성'이다. 체원전은 황유리기와경산정으로, 면적은 5칸. 명간 앞뒤로 문이 열리며, 차간과 초간은 난간, 지창으로 되어있다. 실내 각 칸에는 꽃갓이 떨어져 있고, 서초간에는 방 하나가 있고, 문과 서차간이 서로 통한다. 동 · 서쪽에 각각 세칸씩 있는 이방이 있고, 그 중 하나는 통로로 만들어져 북쪽으로 장춘궁 마당까지 연결되어있다.

#### 체원전 동초간(東梢間)
동초간 대련은 "사벽도서감금고, 화목검농상"(건륭제 시, 우민중서, 상항 "어제구", 하항 "신우민중경서)"이다.

#### 연극무대
체원전 뒷처마에 포하삼간이 있고, 황유리기와천장이 있고, 남향으로 장춘궁과 마주보고 있어, 청나라 말기 궁중에서 극을 공연하기 위한 작은 무대로 '장춘궁 무대라'고도 불린다. 청 광서 10년 (1884년), 서태후 50번째 생일을 축하하기 위해 보름간 이 극장에서 연극을 한 적이 있다. 무대 안쪽에 있는 체원전 명간 북문 위쪽에는 '경정심청(景靜心淸)'이라는 현판이 북쪽으로 걸려 있고, 양옆에는 '西山浓翠迎朝爽，南陆微薰送午凉'이라는 현판이 있다. (자희태후 제작)

#### 이성헌(怡性軒)
체원전 앞에 있는 동배전. 면적은 3칸. 앞처마 밑에 '이성헌(怡性軒)' 현판이 걸려있다. (자희태후 제작)

#### 낙도당(樂道堂)
체원전 앞에 있는 서배전. 면적은 3칸. 앞처마 밑에 '낙도당(樂道堂)' 현판이 걸려있다. (자희태후 제작)

## 태극전에 기거했던 후궁

### 명나라

#### 성화제
- 신비 소씨

#### 만력제
- 만력제 본인 : 만력 연간, 건청궁(乾淸宮), 곤녕궁(昆寧宮)에서 화재가 발생하여 명 신종 주익균이 계상궁에 잠시 머물렀었다.

#### 숭정제
- 공숙귀비 전수영 : 숭정 13년 (1640년) 신정에 눈보라가 몰아치자, 곤녕궁(昆寧宮) 동쪽의 경화문 밖에 나가 황후를 기다리다가, 주황후의 냉대를 받았다. 전귀비는 숭정제에게 읍소했고, 숭정제는 분개하여 교태전에서 주황후를 쓰러트렸고, 주황후는 분개하여 단식을 하였다. 숭정제는 주황후에게 화해를 구하는 쪽으로 방향을 틀었고, 칙령은 전귀비가 계상궁으로 이주해, 성을 닦도록 하였다. 전귀비는 계상궁으로 이주했고, 숭정제는 3개월간 부르지 않았다. 어느 날, 숭`정제가 주황후와 함께 동6궁 중의 영화궁에서 꽃구경을 하고 있었다. 영화궁은 승건궁을 끼고 있었고, 주황후는 궁녀에게 전귀비를 데려와 함께 꽃구경을 하게하자, 그녀의 관대함을 더욱 탄복하게 했다. 전귀비는 계속 계상궁에 거처했다. 전귀비는 숭정제의 아들 4명(영왕 주자소, 도령왕 주자환, 도회왕, 황7남)을 낳았지만, 황4남 영왕 주자소만 성인이 되었다. 전귀비는 이 때문에 지나치게 슬퍼하여 계상궁에서 2년여간 앓아 누웠고, 숭정 15년 3월 (1642년) 병이 다 낫지 않은 상태에서 승건궁으로 이주했다. 숭정 15년 7월, 승건궁에서 훙거하였다. 시호는 "공숙단혜정회황귀비"로, 창평 천수산 명사릉에 묻혔다.

### 청나라

#### 선통제
- 융유태후 : 태후로 승격된 후, 종수궁과 장춘궁에서 살다가 태극전으로 이주했다. 청나라가 멸망한 뒤, 민국 2년 (1913년) 음력 1월 17일 아침, 융유태후가 태극전에서 붕어하였다.
- 유태비 : 푸이가 출궁 하기 전, 동치제의 후궁인 유태비가 태극전에서 기거했다.

## 같이 보기
- 자금성
- 서6궁
- 영수궁(永壽宮)
- 장춘궁(長春宮)
- 익곤궁(翊坤宮)

- 저수궁(儲秀宮)

- 함복궁(咸福宮)